# Койгородське сільське поселення
Койгоро́дське сільське поселення (рос. Койгородское сельское поселение) — муніципальне утворення у складі Койгородського району Республіки Комі, Росія. Адміністративний центр та єдиний населений пункт — село Койгородок.

## Населення
Населення — 2877 осіб (2017, 2940 у 2010, 3076 у 2002, 2868 у 1989).